# 富山県道121号新富山口停車場線
富山県道121号新富山口停車場線（とやまけんどう121ごう しんとやまぐちていしゃじょうせん）は、富山県富山市内を通る一般県道である。

## 概要
当路線はあいの風とやま鉄道が新駅として富山駅 - 東富山駅間に新設する新富山口駅へのアクセス道路として整備され、新富山口駅開業日前日の2022年（令和4年）3月11日に開通した。

### 路線データ
- 起点 : 富山県富山市下冨居[2][1]
- 終点 : 富山県富山市鍋田[2]（富山県道65号富山大沢野線交点）[1]
- 延長 : 610 m[1]
- 道路規格 : 第4種第3級[1]
- 道路幅員 : 16.0 m[1]
- 車線数 : 2車線[1]

## 沿革
- 2015年（平成27年）4月1日 : 整理番号121、路線名「富山新駅停車場線」として道路法第7条第1項規定により県道路線に認定[注釈 1][2][3]。
- 2021年（令和3年）3月5日 : 路線名を「富山新駅停車場線」から「新富山口停車場線」に変更[注釈 2][5]。
- 2022年（令和4年）
  - 3月11日 : 開通[1]。
  - 3月12日 : 新富山口駅が開業[6]。

## 地理

### 通過する自治体
- 富山県富山市

### 接続する道路
- 富山県道65号富山大沢野線

### 周辺
- 新富山口駅（あいの風とやま鉄道 あいの風とやま鉄道線）